# Jennifer Hawkins
Jennifer Hawkins (Newcastle, 22 dicembre 1983) è una modella australiana, eletta Miss Universo 2004.

## Carriera
Ex-cheerleader della squadra di rugby Newcastle Knights, nel 2004 Jennifer Hawkins vince il concorso Miss Australia, che le offre la possibilità di essere scelta per rappresentare il proprio paese a Miss Universo. Ha inoltre lavorato come coreografa per una squadra di ballo che ha girato per l'Australia e specializzata nell'hip hop. Il 1º giugno 2004 la Hawkins viene incoronata Miss Universo. Donald Trump, organizzatore dell'evento, l'ha descritta come una delle più belle Miss Universo da tanti anni a questa parte.
In seguito alla vittoria a Miss Universo Jennifer Hawkins ha avuto la possibilità di continuare a lavorare come modella, diventando la testimonial per la Lux, per la Pepsi e per altre aziende, oltre che comparendo sulle copertine di varie riviste del settore come Harper's Bazaar, Cosmopolitan e Marie Claire. Ha inoltre lavorato in televisione, conducendo Cup Day Australia Melbourne dal 2007 al 2011, fra cui il reality show australiano Make Me a Supermodel, partecipando come concorrente alla quarta edizione di Dancing with the Stars versione australiana nel 2006 venendo eliminata nella sesta puntata.Recentemente continua la sua carriera come modella solo in Australia apparendo in molte copertine e molti spot australiani, inoltre nel 2012 ha recitato nel film tv Crown Oaks Day. Dal 9 luglio 2013 conduce l'ottava edizione di Australia's Next Top Model.